# Mesaanval in Romans-sur-Isère op 4 april 2020
In de ochtend van 4 april 2020 vond een mesaanval plaats in Romans-sur-Isère, in het Franse departement Drôme. Bij deze aanval werden twee mensen gedood en vijf verwond.

## Gebeurtenissen
De dader ging een tabakswinkel in het centrum van Romans-sur-Isère binnen, waar hij de eigenaar neerstak en diens vrouw en een klant verwondde. Vervolgens hij ging naar een slagerij, waar hij een klant doodde. Vervolgens doodde hij een andere man en verwondde hij twee mensen die in een rij stonden te wachten bij een bakkerij. De dader schreeuwde "Allahoe Akbar" aan het begin van zijn aanval. Op het moment van zijn arrestatie knielde hij neer en reciteerde de geloofsbelijdenis van de moslims: "Er is geen God dan Allah en Mohammed is zijn profeet". De aanval werd uitgevoerd tijdens de nationale lockdown in verband met de coronapandemie in 2020 in Frankrijk.

## Verdachte
Een onderzoeksrechter in Parijs stelde Abdallah Ahmed-Osman in verdenking  wegens moord en pogingen tot moord in verband met een terroristische onderneming. Deze 33-jarige Soedanese asielzoeker kreeg in 2017 een Franse verblijfsstatus. Abdallah A. volgde een opleiding tot leerbewerker en werkte in een fabriek in Romans. Bij de verdachte zijn handgeschreven teksten gevonden waarin de auteur klaagt dat hij moet leven tussen ongelovigen.
Behalve de vermoedelijke dader zijn nog twee mannen van Soedanese origine in hechtenis genomen. Een van hen was een huisgenoot van de hoofdverdachte en de tweede is ook iemand uit zijn nabije omgeving.
Na drie psychiatrische onderzoeken besloten de onderzoeksrechters in 2024 Abdallah Ahmed-Osman naar het Bijzonder Assisenhof in Parijs door te verwijzen voor moord en poging tot moord bij een terroristische aanslag.

## Doden en gewonden
Bij de aanval zijn twee mensen om het leven gekomen. Een 55-jarige man werd vermoord toen hij bij de slager boodschappen aan het doen was. Een 44-jarige man werd voor de ogen van zijn 12-jarige zoon op straat doodgestoken toen hij de luiken aan het openen was. Hij was een bekend uitbater van een theater in Romans. Daarnaast werden vijf personen verwond, van wie er twee opgenomen moesten worden op een intensievezorgafdeling.

## Reacties
De Franse minister van Binnenlandse Zaken Christophe Castaner bracht later op de dag van de aanval een bezoek aan Romans en betitelde de aanval als een parcours terroriste. Hij bedankte de politieagenten voor hun moed en de snelle arrestatie van de dader. De Franse president Emmanuel Macron meldde dat zijn gedachten zijn bij de slachtoffers van de aanval, de gewonden en hun families. Hij beloofde dat het volle licht zal worden geworpen op deze verfoeilijke daad die Frankrijk moet betreuren terwijl het de afgelopen weken al zwaar was getroffen. De burgemeester van Romans, Marie-Hélène Thoraval, was niet op de hoogte dat de dader in haar gemeente verbleef. Ze bekritiseerde de ondoorzichtigheid van de migrantenopvang en verzocht dat burgemeesters geïnformeerd worden over plannen voor migrantenhuisvesting op het grondgebied van hun gemeente.